# Rádio RC7
RC7 FM é uma emissora de rádio brasileira sediada em Lages, cidade do estado de Santa Catarina. Opera na frequência FM 89.9 MHz. Pertencente ao Sistema Menina de Comunicação, a emissora passou a existir a partir extinção da Menina FM Lages, que por sua vez, havia se originado da migração para FM da frequência AM 1180 AM, onde operava a Rádio Guri.

## História
A emissora foi lançada em janeiro de 2017 em caráter experimental na cidade de Lages, originada do processo de migração para o FM da Rádio Guri (pertencente ao empresário Narbal Souza desde 2003), que operava na frequência AM 1180 kHz. Com uma nova programação, a Menina FM Lages, foi lançada em sintonia com as emissoras do mesmo grupo instaladas em Balneário Camboriú e Blumenau, adotando uma segmentação popular/eclética. A inauguração oficial ocorreu no dia 15 de abril de 2017.
Em 2018, a Menina FM passou pela primeira reformulação. A emissora contratou o radialista Ricardo Córdova (da Band FM Lages) para a direção geral e lançou no dia 1.º de novembro uma nova programação com foco nas classes A, B e C e "faixa etária mais comercial". Para a nova grade, Córdova levou da Band FM os programas Papo de Copa e Copa e Cozinha.

Logotipo da emissora quando era afiliada à Mix FM, entre 2019 a 2021.

Em novembro de 2019, foi confirmada a afiliação da emissora com a Mix FM. Um evento de apresentação da futura Mix FM Lages foi realizado no dia 30 de novembro e as chamadas de expectativa começaram a ser executadas na programação da Menina FM no dia seguinte. A estreia aconteceu em 23 de dezembro de 2019 às 19 horas. Com a afiliação, a emissora passou a ter 7 horas de programação local diárias, a partir de 13 de janeiro de 2020, com a manutenção de alguns formatos da antiga Menina FM Lages.
Em 7 de abril de 2021, foi anunciado que a emissora deixaria a Mix FM após cerca de 1 ano de afiliação, sendo substituída por um novo projeto também de formato jovem/pop chamado RC7 FM. Em 1° de maio, a emissora deixou de transmitir a rede, e dia 3 estreou oficialmente como RC7 FM.